# Meineweh (Meineweh)
Meineweh ist ein Ortsteil der Gemeinde Meineweh im Burgenlandkreis in Sachsen-Anhalt.

## Geografie
Meineweh liegt etwa 14 km südöstlich von Naumburg (Saale) am Maibach. Als Ortsteile der Gemeinde sind Thierbach, Quesnitz und Priesen ausgewiesen.

## Geschichte
Bronzezeitliche Spuren finden sich im Depot von Meineweh.
Meineweh wurde 1171 erstmals urkundlich erwähnt.
Der in Meineweh ansässige Urban Schlag (in zeitgenössischen Aufzeichnungen „Slagk“) beteiligte sich mit anderen Landwirten aus der Umgebung am Deutschen Bauernkrieg.
Meineweh war 1649 von Hexenverfolgung betroffen. Paul Hoffmann geriet in einen Hexenprozess.
Anfang des 20. Jahrhunderts wurden östlich des späteren Ortsteils Thierbach Artefakte aus dem Jungpaläolithikum und der Jungsteinzeit entdeckt.
Auf dem Rittergut Meineweh wurde am 25. Juni 1934 ein Schulungszentrum für politische Leiter der Hitlerjugend eröffnet, dessen Initiatoren der Gutsbesitzer und der Landrat Alfred Pape waren.
Am 1. Januar 2010 schlossen sich die bis dahin selbstständigen Gemeinden Meineweh, Pretzsch und Unterkaka zur neuen Gemeinde Anhalt Süd zusammen, die zum 1. August 2011 in Meineweh umbenannt wurde.

## Wappen und Flagge
Das Wappen wurde am 23. März 2000 durch das Regierungspräsidium Halle genehmigt.
Blasonierung: „In Gold zwischen zwei auseinander geschobenen schrägrechten blauen Wellenbalken vier steigende grüne Blätter (Pappel, Eiche, Linde, Ginkgo biloba).“
Die Farben der ehemaligen Gemeinde – abgeleitet vom Wappen – sind Blau-Gelb.
Die Flagge der ehemaligen Gemeinde Meineweh zeigt die Farben der Gemeinde: Blau-Gelb.

## Kultur und Sehenswürdigkeiten

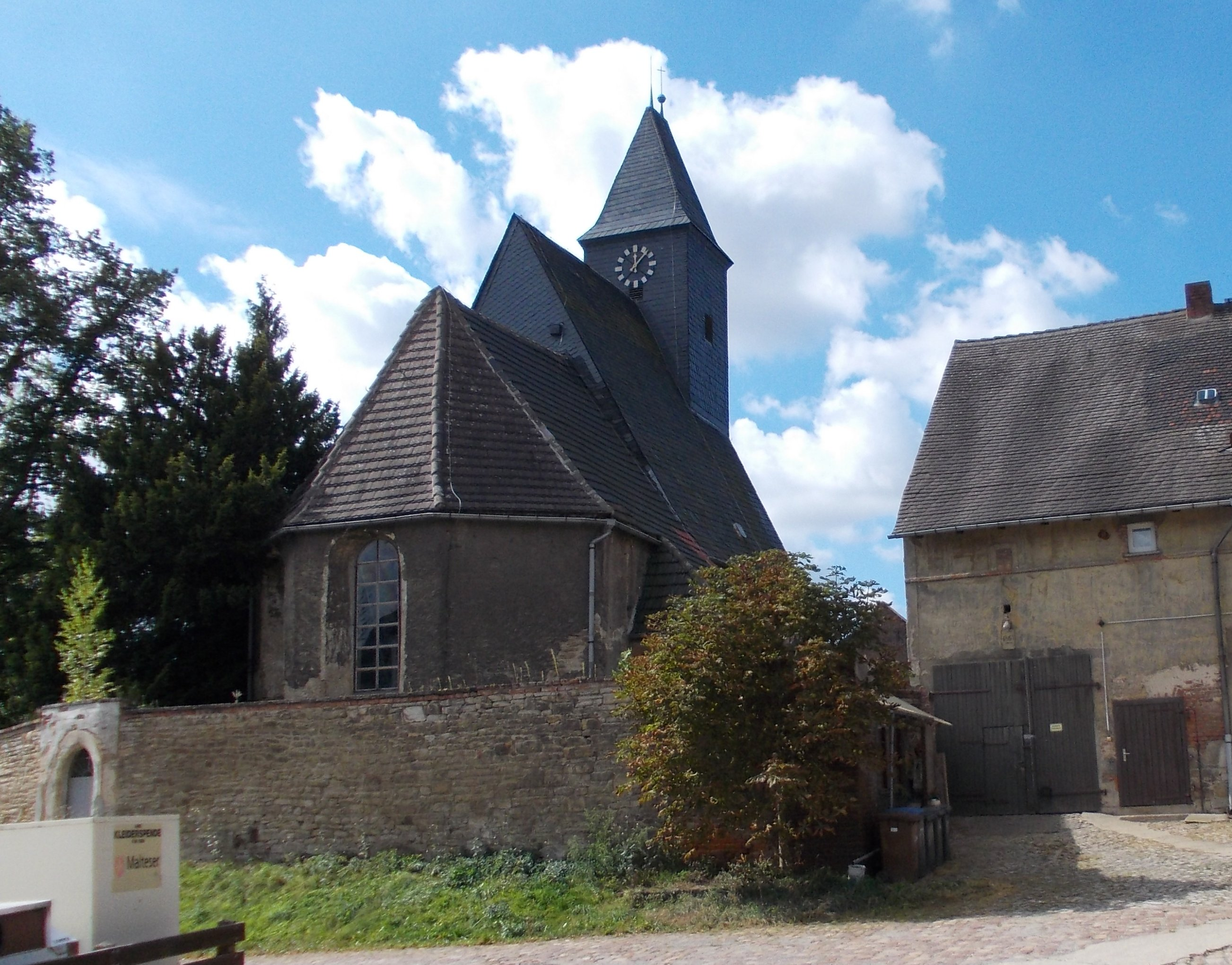
Kirche Meineweh

Die Meineweher Pfarrkirche wurde im 14./15. Jahrhundert im spätgotischen Stil erbaut. In ihr befinden sich ein vermutlich von Hans Witten stammender Schnitzaltar und eine Marmorplastik, die den 1706 verunglückten Günther von Bünau darstellt.

## Wirtschaft und Infrastruktur
Die Bundesstraße 180 die von Naumburg (Saale) nach Zeitz verläuft führt direkt durch die Gemeinde. Zur „Anschlussstelle Naumburg“ der Bundesautobahn 9 sind es rund drei Kilometer.